# 筋違橋門
筋違橋門（すじかいばしもん）は、筋違見附に設けられた門。江戸城三十六見附に数えられ、中山道や御成街道の交通をになってきた。
「筋違橋」が神田川に架かっていた（現在の昌平橋のおよそ50メートル下流、万世橋の200メートル上流）。

## 概要
当門は、加賀藩主前田利常によって、枡形は寛永13年に完成、門は寛永16年に完成した。「すじかい」という名前がついた由来は、中山道と上野寛永寺へ向かう御成街道が、交差することから付けられたとされる。
現在では、中央線の高架のレンガの壁沿いに、「御成道」の説明板がたっていて、わずかに、筋違橋門があったことがわかるだけ。元の鉄道博物館の建物の南側を中央線の高架沿いに神田郵便局に向かって歩いていくとレンガ壁の脇に説明板がひっそりとたっている。
6代将軍、徳川家宣に仕えた新井白石が鬼門を研究し「鬼門考」を著しており、徳川家康が江戸城構築にあたり城から鬼門方位の橋を案じる家臣に対し「名前だけを違えよ」と命じ、位置は変えず、「筋違橋門」と名をつけたと述べている。

## 筋違橋
架橋は、寛永20年間（1624年 - 1644年）といわれている。明治5年（1872年）、撤去された。

### 歴史
江戸中期、1676年（延宝4年）に架橋。当橋は、徳川将軍が寛永寺に詣でる時に渡る橋で、現在の昌平橋のおよそ50メートル下流、万世橋の200メートル上流に位置していた。橋はすぐ南の筋違見附・筋違橋御門の付属物であった。中山道と御成街道が交わり市内につながっていた。

#### 明治以降
明治5年（1872年）、筋違橋御門とともに橋は撤去され、代わりに翌六年に石材を利用して、石造アーチ形の万世橋が架けられた。
現在の万世橋は昭和5年（1930）に架設されたもので、長さ26メートル、幅員が長さよりも広い30メートルもあり、堂々たる親柱が印象的な橋である。
現在の中山道は、筋違橋と併設されていた昌平橋が大元の中山道に沿ったルート、万世橋が中山道のバイパス道路としての役割を担っている。

## 画像

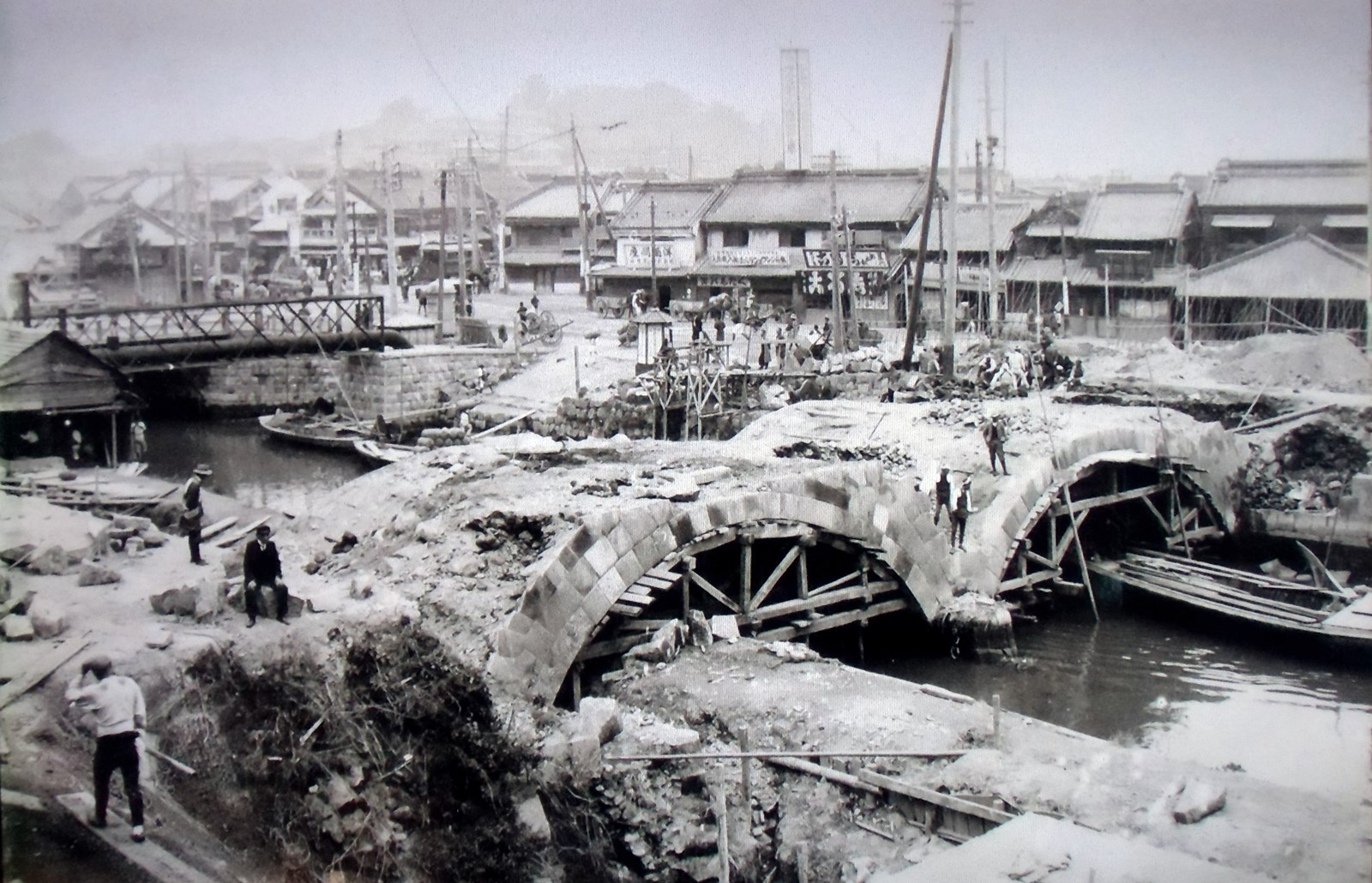
筋違橋

### 文献
- 小池康寿『日本人なら知っておきたい正しい家相の本』プレジデント社、2015年11月。ISBN 978-4-8334-2149-2。
- 酒井茂之『江戸・東京 橋ものがたり』明治書院、2011年4月。ISBN 978-4-625-68464-7。
- 陣内秀信、法政大学陣内研究室 編『水の都市 江戸・東京』講談社、2013年8月。ISBN 978-4-06-218469-4。

## 関連文献
- 斎藤長秋 編「巻之二 天枢之部 筋違」『江戸名所図会』 一、有朋堂書店〈有朋堂文庫〉、1927年、96-97頁。NDLJP:1174130/54。